# Hoplodino gapensis
Hoplodino gapensis – gatunek kosarza z podrzędu Laniatores i rodziny Podoctidae.

## Występowanie
Gatunek wykazany z Malezji.